# Тотт
Тотт (швед. Tott) — дворянский род в Швеции.

## Происхождение и история рода
Ветвь датской фамилии Тотт (Thott), упоминаемой ещё в XIII веке. Со времени унии (XV в.) представители этого рода поселяются в Швеции. Наиболее известные его представители:
- Эрик Аксельссон (ок. 1418—1481) — регент Швеции в 1457 и 1466–1467 гг.
- Оке Ханссон (?—1510), близко стоявший к обоим Стуре и прославившийся в борьбе с датчанами;
- Клас Окессон (?—1596) — видный деятель царствования Эрика XIV. В 1572 г. он с отрядом в 700 чел. разбил 1600 русских при Лодэ, (в Ливонии). В 1574 г. участвовал в осаде Везенберга. В 1576 г. назначен штатгальтером Финляндии. В 1583 г. был одним из участников мирных переговоров с русскими, окончившихся перемирием 1585 г.
- Оке Хенрикссон (1598—1640), известный воин, сын дочери Эрика XIV. Участвовал в польской войне Густава II Адольфа; своею храбростью выдвинулся в Тридцатилетней войне. После сражения при Брейтенфельде он с Банером оставался в сев. Германии, чтобы поддерживать сношения с Балтийским побережьем.
- Клас Окессон (1630—1674) — сын предыдущего, дипломат, военачальник, государственный деятель шведского королевства.